# Sacadura Cabral

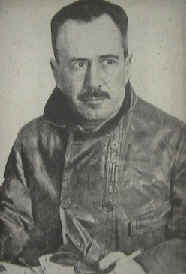
Sacadura Cabral.

Artur de Sacadura Freire Cabral (Sacadura Cabral) född 23 maj 1881 i Celorico da Beira, Portugal, död 15 november 1924, var en portugisisk flygpionjär och militär.
Cabral antogs till den portugisiska marinen 1897 som kadettelev. Under sin tid i flottan deltog han i flera hydrologiska och vetenskapliga expeditioner till Indiska oceanen och de portugisiska kolonierna i Afrika. Sedan han hade återkommit till Portugal från Angola 1914, reste han tillsammans med Santos Leite och António Caseiro till Frankrike 1915 för att delta i flygutbildning. Väl åter i Portugal sände marinen honom till Vila Nova da Rainha för att arbeta vid marinens flygskola. 1918 utsågs han till divisionschef för portugisiska flottans flygavdelning i Lissabon. Året efter flög han tillsammans med kartografen Gago Coutinho över södra Atlanten. Resan gick från Kap Verdeöarna utanför Afrika till Brasilien. En resa som då tog 11 timmar. 
1922 flög de åter tillsammans till Brasilien. Målet med flygningen var att bli först med en flygning från Europas fastland till Sydamerika. För att genomföra flygningen krävdes tre flygplan. Man startade från Lissabon 30 mars med ett Fairey amfibieflygplan. När man nådde São Pedro e São Paulo-arkipelagen havererade flygplanet. I stället för att avbryta beställde man ett nytt flygplan, vilket levererades till ögruppen Fernando de Noronha utanför Brasiliens kust. Eftersom ögruppen låg närmare Sydamerika tvingades man flyga åter till St. Peter för att återuppta rekordflygningen. Strax efter att de lyft från Fernando Noronha försämrades vädret, och kort före St. Peter tvingades man vända. Den saknade flygsträckan ansågs vara så marginell att hela distansflygningen räknades som fullständig. På återflygningen till Fernando Noronha försämrades vädret och man fick problem med bränsletillförseln, vilket betydde att man tvingades nödlanda på det öppna havet. Flygplanet sjönk medan Cabral och Coutinho räddades av ett närliggande skepp. Ett tredje flygplan beställdes med leverans till Fernando Noronha. Efter leveransen fortsatte flygningen problemfritt till Rio de Janeiro, där man landade 17 juni. Flygplanet finns bevarat och utställt på portugisiska marinmuseet i Lissabon.
Under en flygning över Nordatlanten 1924 försvann hans flygplan spårlöst. Trots stora efterforskningar och räddningspådrag kunde man inte finna Sacadura Cabral, som förklarades saknad den 13 december och död den 15 december 1924